# Hakkâri (tỉnh)
Hakkâri là một tỉnh ở góc đông nam của Thổ Nhĩ Kỳ, tiếp giáp với hai quốc gia Iraq (giáp các tỉnh Dohuk và Erbil) và Iran (giáp tỉnh Tây Azerbaijan). Tỉnh lỵ là Hakkâri. Tỉnh này có diện tích 7.121 km² và dân số là 272.566 người (ước tính năm 2006). Năm 2000, tỉnh này có dân số là 236.581 người. Người Kurd chiếm đa số.
Tỉnh này được lập năm 1936 từ một phần của tỉnh Van. Các tỉnh giáp ranh là: Şırnak về phía tây và Van về phía bắc.

## Các huyện
Tỉnh này được chia thành các huyện sau (tỉnh lỵ được viết đậm):
- Çukurca
- Hakkâri
- Şemdinli
- Yüksekova